# Xuất huyết sau sinh
Xuất huyết sau sinh thường được định nghĩa là việc mất nhiều hơn 500 ml hoặc 1.000 ml máu trong vòng 24 giờ đầu sau khi sinh con. Một số chuyên gia thêm một yêu cầu nữa về việc có dấu hiệu hoặc triệu chứng của việc thiếu máu. Ban đầu các dấu hiệu và triệu chứng có thể bao gồm: nhịp tim nhanh bất thường, ngất khi đứng dậy, và nhịp hô hấp tăng. Khi bị mất nhiều máu phụ nữ có thể có cảm giác lạnh, huyết áp tụt, và có thể trở nên bồn chồn hoặc ngất đi. Bệnh này có thể diễn ra tối đa 6 tuần sau khi sinh nở.
Nguyên nhân chính của bệnh là sự co bóp kém của tử cung sau khi sinh con. Các lý do khác là nhau thai không ra hết, tử cung bị rách, hoặc kém đông máu. Những người sau đây có khả năng bị bệnh này cao hơn: vốn thiếu máu, gốc châu Á, thai đôi hoặc nhiều hơn, bị béo phì hoặc đã trên 40 tuổi. Chứng này cũng xuất hiện nhiều hơn sau khi mổ lấy thai, những người sử dụng thuốc kích thích chuyển dạ, và những người đã qua phẫu thuật cắt tầng sinh môn.
Phòng ngừa bao gồm việc giảm các yếu tố nguy cơ đã biết kể cả việc sử dụng các biện pháp kết hợp với chứng bệnh và cho thuốc oxytocin để kích thích tử cung co lại ngay sau khi sinh. Có thể sử dụng misoprostol thay cho oxytocin trong điều kiện thiếu thuốc. Phương pháp điều trị có thể bao gồm: truyền dịch, truyền máu, và dùng ergotamine để tăng cường co bóp tử cung. Những nỗ lực ép tử cung bằng tay có thể có hiệu quả nếu các phương pháp điều trị khác không dùng được. Có thể ép động mạch chủ bằng cách ấn vào bụng dưới. Tổ chức Y tế Thế giới đã khuyến cáo sử dụng quần áo dùng không khí nén chống sốc để hỗ trợ cho đến khi thực hiện các biện pháp khác như phẫu thuật.
Tại các nước đang phát triển, khoảng 1,2% ca sinh nở có chứng xuất huyết sau sinh, trong các sản phụ có bệnh này có khoảng 3% sản phụ tử vong. Tính trên toàn cầu kết quả có 44.000 đến 86.000 sản phụ tử vong hàng năm, chiếm vị trí đầu trong các chứng bệnh gây chết người khi sinh. Khoảng 0.4 sản phụ trên 100.000 ca sinh nở tại Vương quốc Anh tử vong trong khi tại vùng Châu Phi hạ Sahara con số này là 150 trên 100 nghìn ca. Tỷ lệ tử vong của bệnh này đã giảm đáng kể từ cuối thập kỷ 1800 tại Anh.